# Carlo Mierendorff

Carlo Mierendorff

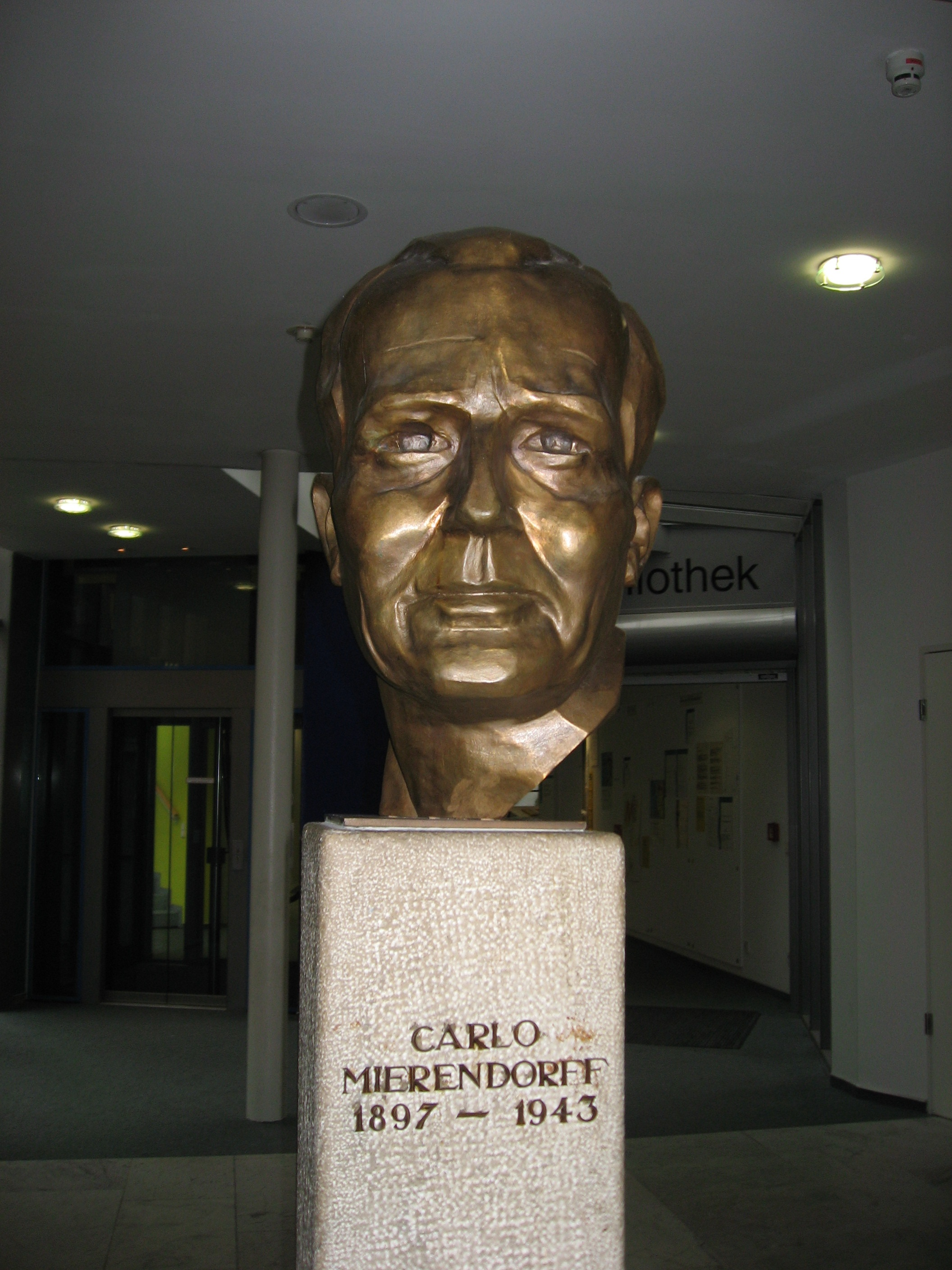
Büste im Justus-Liebig-Haus Darmstadt

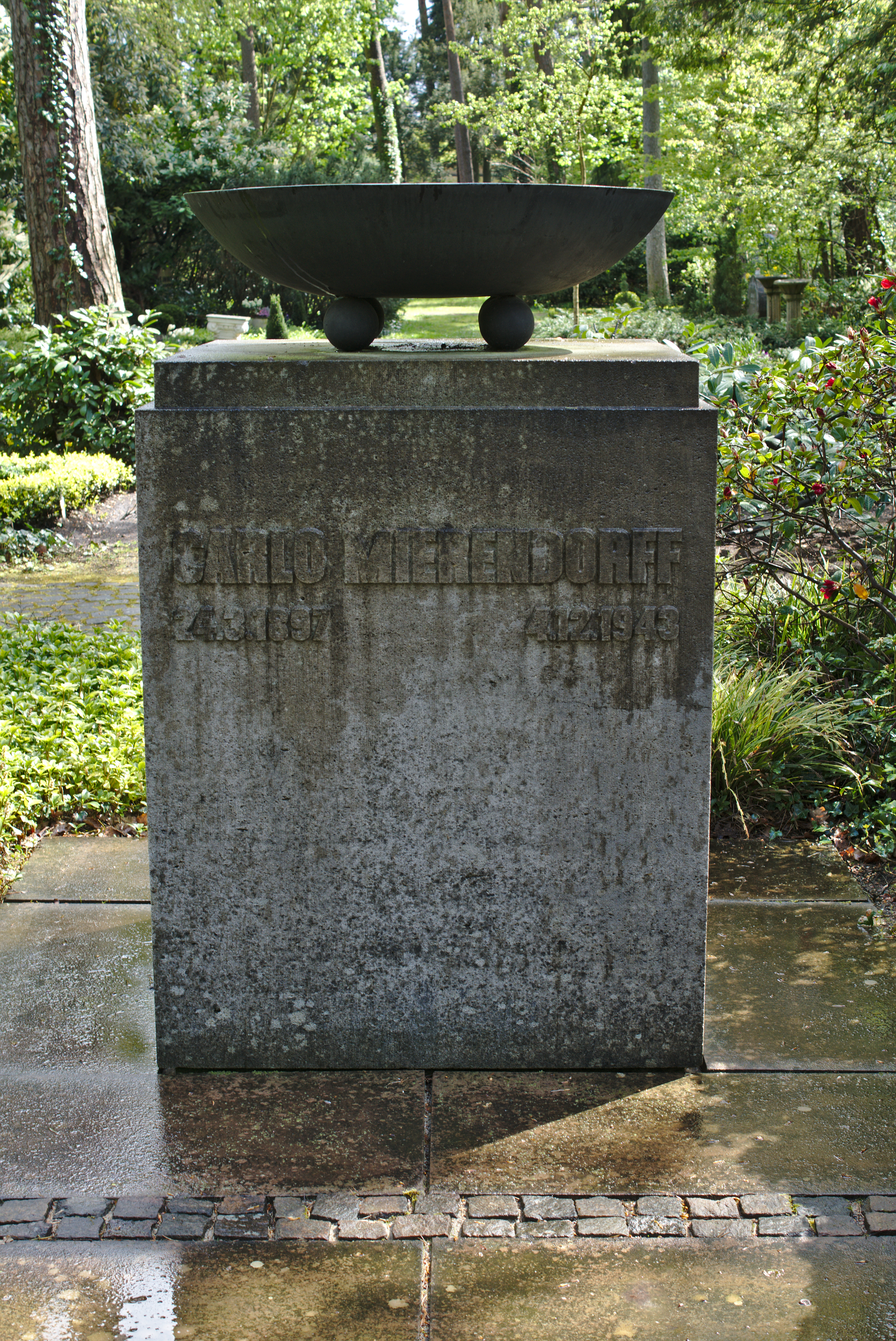
Grabmal auf dem Waldfriedhof Darmstadt

Carlo Mierendorff, eigentlich Carl Mierendorff, (* 24. März 1897 in Großenhain; † 4. Dezember 1943 in Leipzig) war ein deutscher Politiker (SPD), Sozialwissenschaftler und Schriftsteller.

## Jugendjahre
Im Jahr 1907 zog die Familie (Vater Georg Mierendorff; Mutter Charlotte, geb. Meißner) nach Darmstadt (Großherzogtum Hessen). Sein Vater arbeitete dort in der Textilbranche. Er war reisender Handelsvertreter; der Sohn erlebte „das heimatliche Milieu bescheiden, aber gut bürgerlich“. Mierendorff, der der Wandervogelbewegung nahestand, besuchte das Ludwig-Georgs-Gymnasium in Darmstadt und schrieb zusammen mit seinen Freunden Theodor Haubach und Joseph Würth kurze Aufsätze in ihrer Zeitschrift Die Dachstube.
Anfang August 1914 meldete sich der 17-jährige Mierendorff, zwei Tage nach abgelegtem Notabitur, freiwillig zum (berittenen) 2. Großherzoglich hessischen Feldartillerie-Regiment Nr. 61 (FAR 61). Nach der Schlacht um Lodsch erhielt er im Dezember 1914 das Eiserne Kreuz II. Klasse. Nach Einsätzen an der Westfront, zeitweise als vorgeschobener Posten am Tank-Abwehrgeschütz, erhielt er im Herbst 1918 das EK I., diesmal aus der Hand des deutschen Kaisers höchstpersönlich. Gleichzeitig zum Vizewachtmeister und Offiziersaspiranten befördert, erlebte er so das rasch nahende Kriegsende. Sein älterer und einziger Bruder Wilhelm fiel als Oberleutnant, 1917, an der Westfront.
Im Mai 1916 schrieb Mierendorff sich, noch als Soldat auf Genesungsurlaub, als Student ein. Er betrieb sein Studium aber, vermutlich kriegsbedingt, nicht ernsthaft. Das änderte sich ab dem Wintersemester 1918/1919. An der Universität Frankfurt am Main belegte er zunächst Jura, seit dem Sommer 1919 studierte er in Heidelberg Staatswissenschaften und Nationalökonomie. Mitte 1920 wechselte er nach München. Seine Hoffnung, den dort lehrenden Max Weber zu hören, machte Webers unerwarteter Tod im Juni desselben Jahres zunichte. Mierendorff wechselte nach Freiburg im Breisgau und schließlich, im Mai 1921, zurück nach Heidelberg. Dort wurde er 1922 mit seiner Dissertationsarbeit Die Wirtschaftspolitik der Kommunistischen Partei Deutschlands zum Dr. phil. promoviert. In seiner Universitätszeit war Mierendorff als streitbares Mitglied von Studentengruppen wie der „Sozialistischen Studentengruppe“ und der „Vereinigung republikanischer Studenten“ bekannt. Hier traf er auch auf Carl Zuckmayer.
Noch in Schützengraben und Lazarett entstanden waren die beiden Erzählungen Der Gnom (1917) und Lothringer Herbst (1918), die Freunde in der Heimat in kleiner Auflage edierten. Lothringer Herbst wird dem Expressionismus zugerechnet und erfährt auch heute noch Beachtung. Anfang 1919 gründete er die politische Zeitschrift Das Tribunal. Hessische Radikale Blätter (mit Bezug auf Georg Büchners Hessischen Landboten).
Im Jahr 1920 wurde Mierendorff Mitglied der SPD. Im selben Jahr veröffentlichte er einen Essay zur Bedeutung des jungen Mediums Kinofilm. Im Juni 1922 protestierte Mierendorff gegen den antisemitischen Chef des Heidelberger Physikalischen Instituts, den Nobelpreisträger Philipp Lenard, der sich geweigert hatte, wegen der Ermordung Walther Rathenaus Trauerbeflaggung an seinem Institut zu zeigen und die Arbeit ruhen zu lassen, indem er mit anderen das Institut stürmte. Er wurde deswegen vom Landgericht Heidelberg wegen Landfriedensbruchs zu einer – freilich nicht verbüßten – Freiheitsstrafe verurteilt. In einem wegen desselben Vorfalls beim Disziplinargericht der Universität Heidelberg ebenfalls anhängig gemachten Verfahren wurde er jedoch freigesprochen.

## Politische Arbeit und politische Theorie
In den folgenden Jahren arbeitete Mierendorff als wirtschaftswissenschaftlicher Sekretär beim Deutschen Transportarbeiterverband in Berlin. Anschließend war er ab 1925 Feuilletonredakteur beim Hessischen Volksfreund in Darmstadt. In den Jahren 1926 bis 1928 war er in Berlin Sekretär der SPD-Reichstagsfraktion. Er ging 1929 in die Landeshauptstadt Darmstadt zurück und wurde Pressereferent von Wilhelm Leuschner, Innenminister des Volksstaates Hessen (Hessen-Darmstadt).
Bei der Reichstagswahl vom September 1930 gewann Mierendorff einen Sitz und wurde jüngstes Mitglied seiner Partei im Parlament. Schwerpunkt seiner Politik war der Kampf gegen das Erstarken der NSDAP. 1930 veröffentlichte er hierzu die Studie Gesicht und Charakter der nationalsozialistischen Bewegung zu deren soziopolitischer Dynamik. Im Reichstag griff er mehrfach Joseph Goebbels an, so etwa, als er im Februar 1931 am Ende einer Reichstagsrede demonstrativ das ihm verliehene EK I den tobenden Abgeordneten der NSDAP mit den Worten entgegenhielt:

„Fragen Sie doch einmal Herrn Goebbels nach seinem Eisernen Kreuz Erster Klasse. Herr Goebbels sagt: Deutschland muss nationalsozialistisch regiert werden. Nein, dafür haben wir Kriegsteilnehmer nicht vier Jahre lang unseren Kopf hingehalten. Dafür nicht, dass die Nationalsozialisten aus Deutschland ein Tollhaus machen!“

Mierendorff bekämpfte die seit Mitte der 1920er Jahre stattfindende Aufrüstung der Schwarzen Reichswehr. Mierendorff war Mitglied der Organisation Reichsbanner Schwarz-Rot-Gold und der Eisernen Front. Zusammen mit Sergei Stepanowitsch Tschachotin entwarf er 1932 die drei Pfeile, die zum Symbol der Eisernen Front wurden. Mierendorff zeigte propagandistisches Talent und Elan. Er publizierte in den Neuen Blättern für den Sozialismus, in den Sozialistischen Monatsheften, in der Deutschen Republik, im Reichsbanner und im Organ des „Central-Vereins der deutschen Staatsbürger jüdischen Glaubens“. Themen waren unter anderem Propaganda, Nationalsozialismus, Wahlrechtsreform, Reformen innerhalb der SPD und Generationenkonflikte.
Der Mierendorff-Forscher Richard Albrecht betont als zentrales Element von Mierendorffs politiktheoretischem Ansatz: „Nur in der Demokratie kann sich die Massenkraft der organisierten Arbeiterschaft wirtschaftlich und politisch frei entfalten und dadurch den Kapitalismus […] überwinden. Die Arbeiterklasse hat daher ein Lebensinteresse […] am planmäßigen Ausbau des deutschen Staates zu einer sozialen, demokratischen Republik.“

## Inhaftierung und Widerstand
Nach der Ernennung Adolf Hitlers zum Reichskanzler wich Mierendorff für 14 Tage in die Schweiz aus, kehrte dann nach Berlin zurück und stimmte am 24. März 1933 im Reichstag mit seiner SPD-Fraktion gegen das Ermächtigungsgesetz. Nachdem Mierendorff daraufhin von SA-Leuten durch die Straßen geschleift worden war, versteckte er sich zunächst bei Carl Zuckmayer. Am 13. Juni 1933 wurde er in Frankfurt am Main bei einem Treffen mit Otto Sturmfels im Café Excelsior verhaftet. Die folgenden fünf Jahre war Mierendorff in den Konzentrationslagern Osthofen, Börgermoor, Papenburg, Lichtenburg und Buchenwald inhaftiert. Im Januar 1938 wurde er aus dem Gestapo-Gefängnis in der Prinz-Albrecht-Straße in Berlin entlassen. Anschließend fand er eine Anstellung bei der Braunkohle-Benzin AG (BRABAG), wo er jedoch weiter unter Kontrolle stand.
Trotzdem konnte er alte Verbindungen zum Widerstand wieder aufnehmen und wurde bald neben seinem Freund und früheren Chef Leuschner zu einem der wichtigsten Anführer eines antinazistischen Netzwerks mit reichsweiter Ausdehnung. Auch schrieb er wieder, und zwar unter dem Pseudonym „Willemer“. Durch die Vermittlung von Freunden (etwa Adolf Reichwein) wurde Mierendorff seit 1941 für die Mitarbeit im engeren Kreisauer Kreis um Helmuth James von Moltke und Peter Graf Yorck von Wartenburg gewonnen. Er knüpfte u. a. Kontakte zu Wilhelm Canaris und Hans Oster und diente zudem als Bindeglied zwischen Sozialisten wie Julius Leber und dem militärischen Widerstand. Im Schattenkabinett Ludwig Becks und Carl Goerdelers wurde Mierendorff als leitendes Mitglied der Propagandaabteilung eingeplant. Im Kreisauer Kreis trug er den Tarnnamen „Dr. Friedrich“.
Am 4. Dezember 1943 kam Carlo Mierendorff beim Luftangriff auf Leipzig durch die Royal Air Force ums Leben. Er wurde auf dem Darmstädter Waldfriedhof (Grabstelle: L 3c 7d) beigesetzt.

## Ehrungen
- Der Mierendorffplatz sowie die daran anschließende Mierendorffstraße und die Mierendorff-Grundschule in Berlin-Charlottenburg tragen seinen Namen.
- In Alsbach-Hähnlein, Bensheim, Bickenbach, Bielefeld, Celle, Darmstadt, Dieburg, Eppertshausen, Erbach (Odenwald), Essen, Frankenthal (Pfalz), Frankfurt am Main, Fulda, Gießen, Ginsheim-Gustavsburg, Groß-Umstadt, Hildesheim, Hofheim im Ried, Kassel, Koblenz, Langen (Hessen), Leipzig, Leverkusen-Alkenrath, Mainz, Monheim am Rhein, Münster, Nauheim, Neuss, Ober-Ramstadt, Oelde, Osthofen, Reinheim, Trebur, Viernheim, Weinheim und Worms sind Straßen nach Mierendorff benannt.
- In Frankfurt-Preungesheim ist eine Gesamtschule nach ihm benannt.
- In Mainz-Kostheim und in Griesheim ist eine Grundschule nach ihm benannt.

## Film
- Deckname Dr. Friedrich: Carlo Mierendorff – ein Leben auf Zeit von Alfred Jungraithmayr, 1997